# Filodes costivitralis
Espèce
Filodes costivitralis est une espèce de lépidoptères (papillons) de la famille des Crambidae. Elle est présente à Madagascar, La Réunion et dans l'Afrique de l'Est et Sud.
Ses larves se nourrissent d’Acanthaceae du genre Thunbergia, y compris Thunbergia grandiflora et d’Hibiscus.
Les adultes peuvent être vecteurs de maladies pour le bétail. Avec leur trompe ils boivent du liquide des larmes.

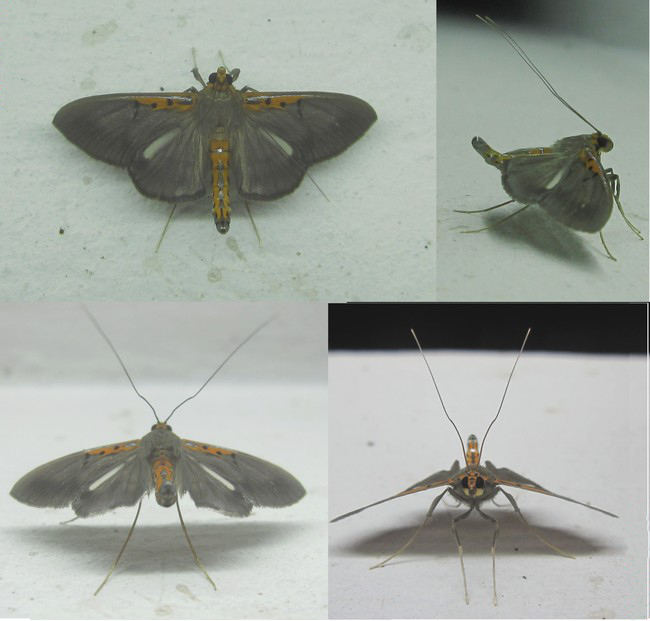

## Synonymes
- Filodes productalis Hampson, 1898
- Filodes costiventralis